# Jagodzin (stacja kolejowa)
Jagodzin – przystanek osobowy w Jagodzinie na linii kolejowej nr 282 Miłkowice – Jasień, w województwie dolnośląskim.

## Wymiana pasażerska
| Rok  | Wymiana pasażerska na dobę |
| ---- | -------------------------- |
| 2017 | 10-19                      |
| 2023 | 20-49                      |